# Musée Yámana
Le musée Yámana (espagnol : museo Yámana) est un musée situé dans la ville d'Ushuaïa, dans la province de Terre de Feu, Antarctique et îles de l'Atlantique Sud, en Argentine.

## Histoire
Le musée est inauguré en 1999 sous le nom de Museo de Maquetas Mundo Yámana. Dans ses salles, il présente la vie du peuple Yagan (ou Yámana) et sa culture, avant et après l'arrivée des Européens sur la Grande île de la Terre de Feu. Le musée comporte plusieurs panneaux et maquettes reproduisant des scènes de la vie quotidienne des Yagans.
La première salle illustre le peuplement de l'Amérique et de l'île de la Terre de Feu. La deuxième salle illustre les contacts entre les Européens et les Yagans. Elle est précédée d'une exposition sur les descendants des premiers peuples de la Terre de Feu, notamment les Haush, les Selk'nam et les Alacaluf. La troisième salle illustre les coutumes des Yagan.

## Galerie

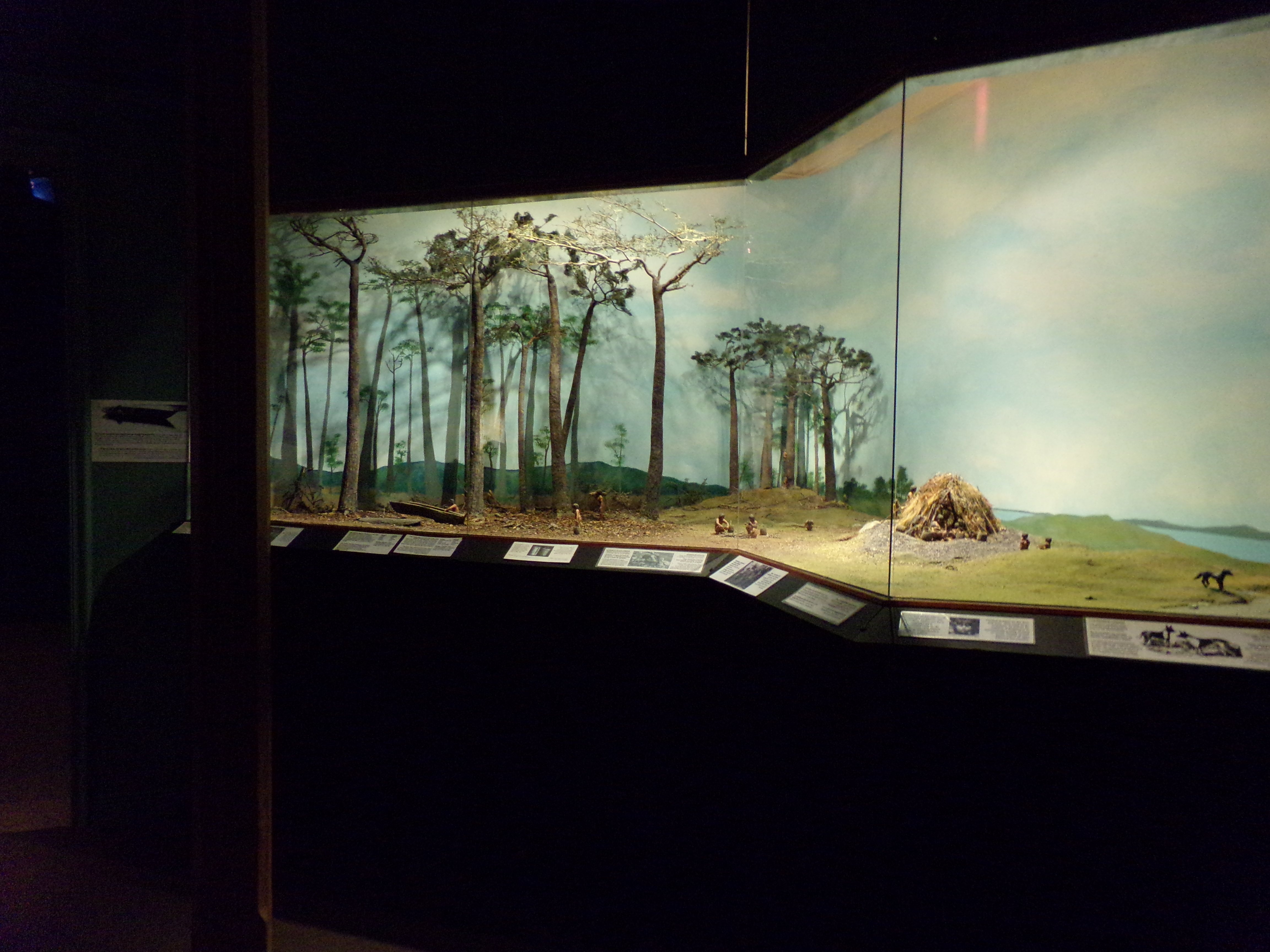
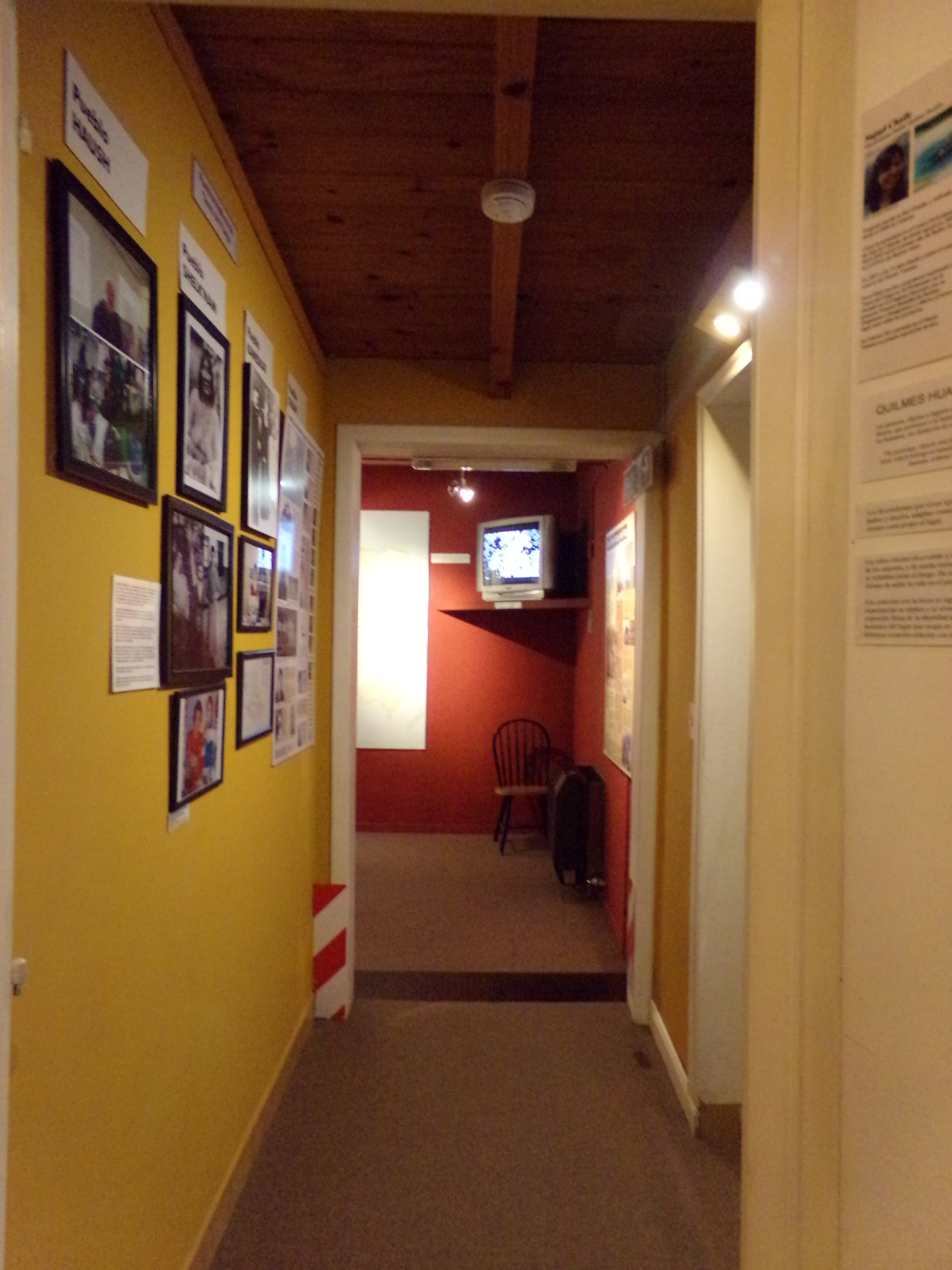
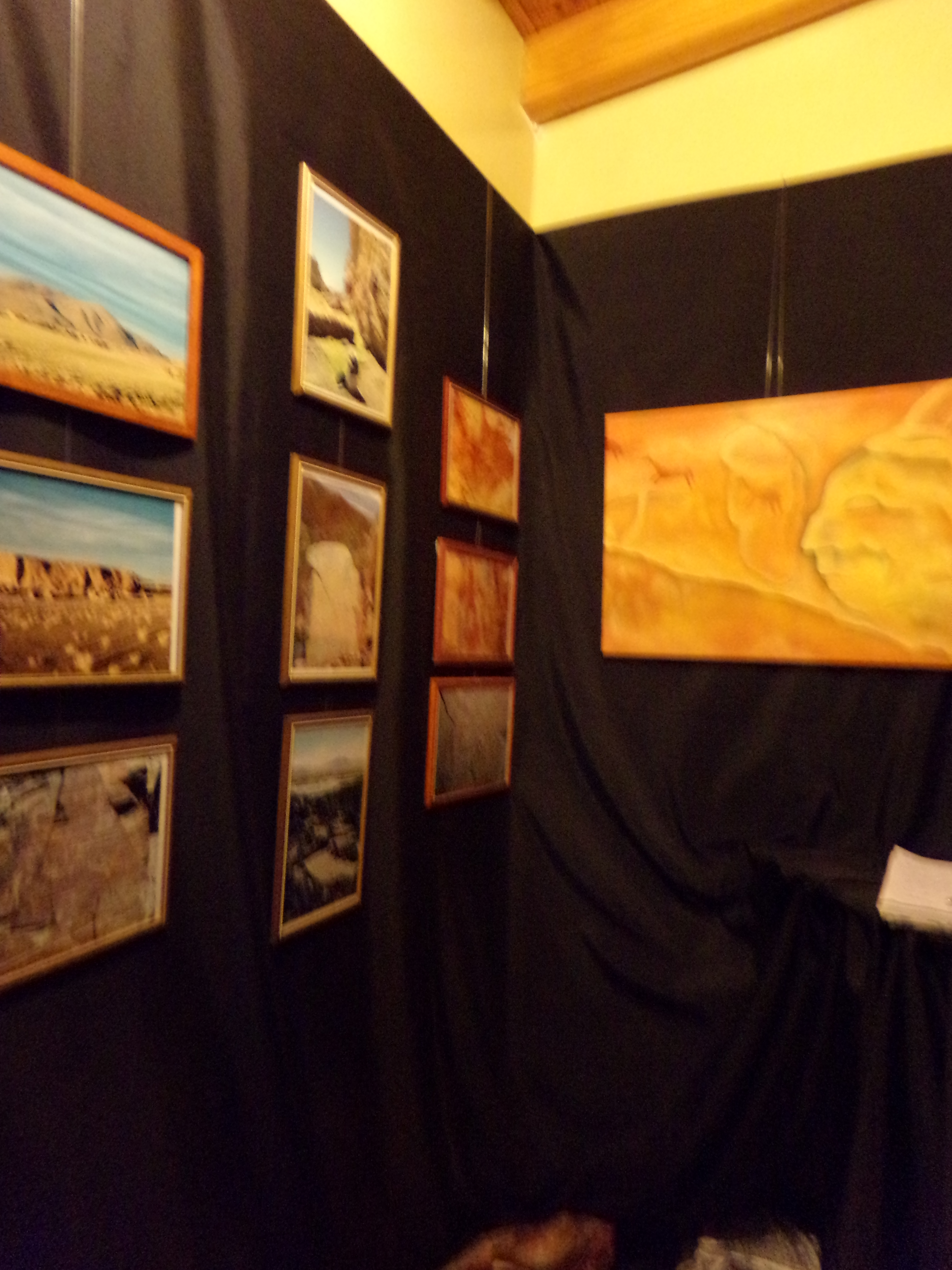
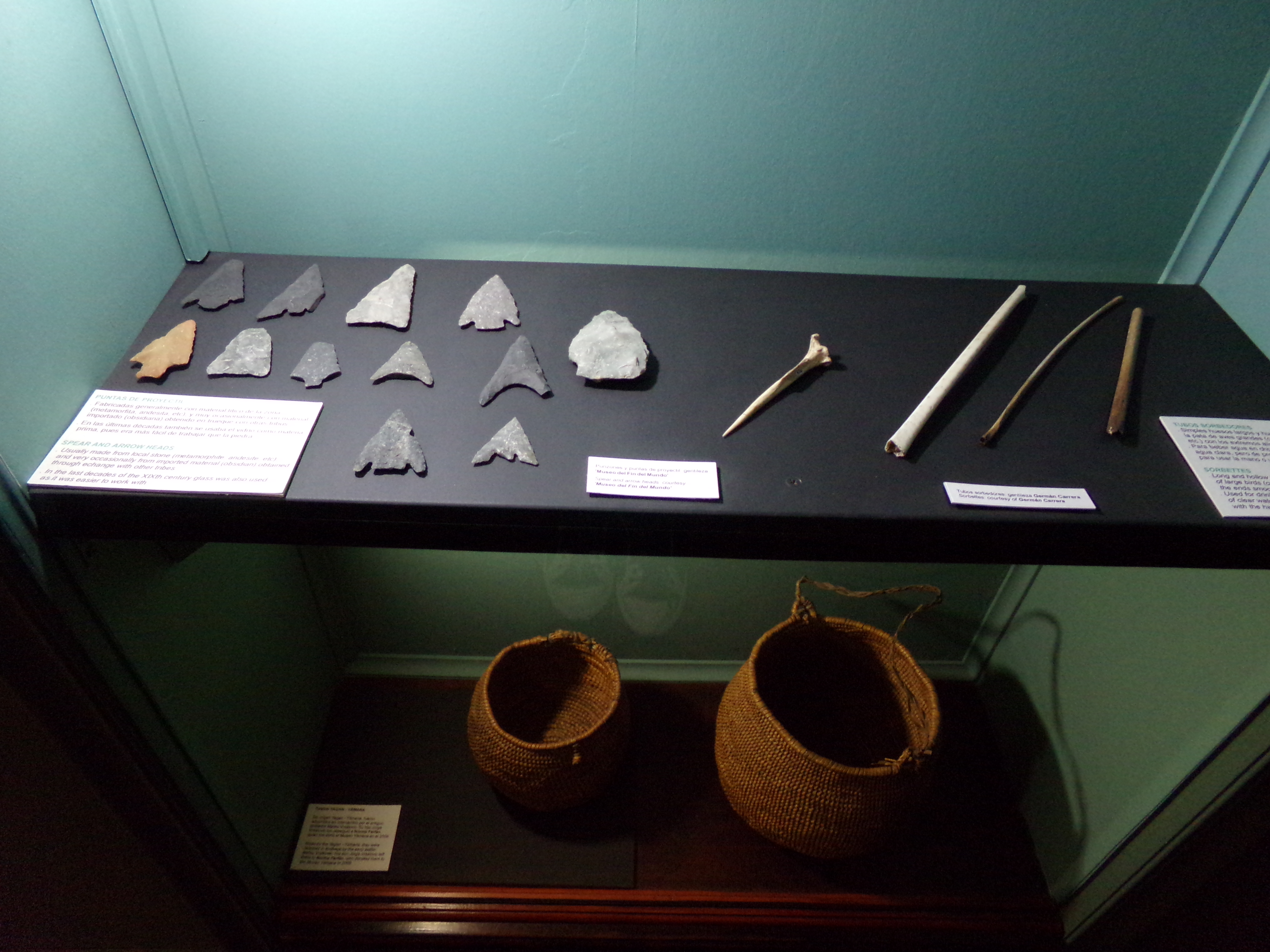
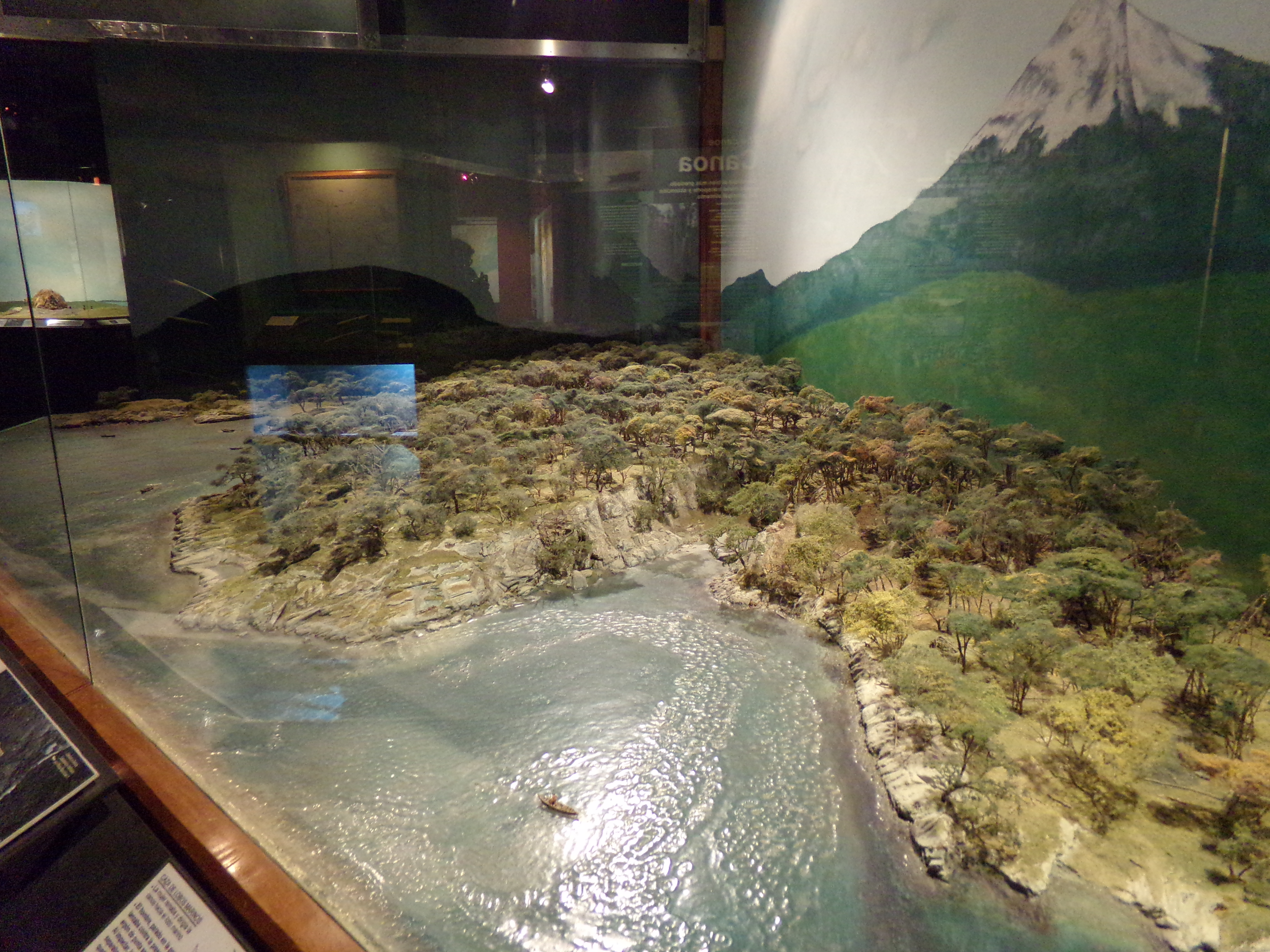
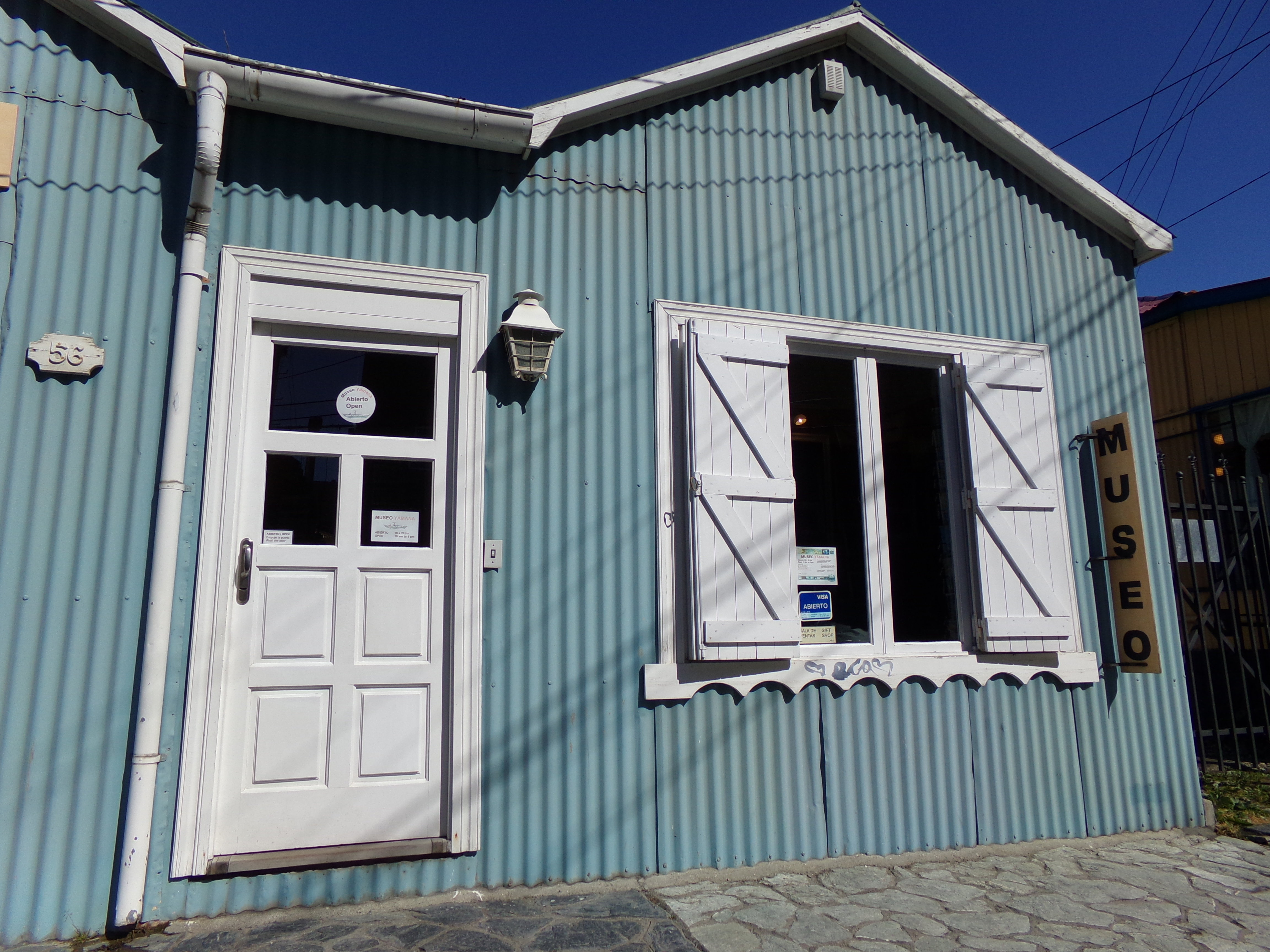